# Mastacembelus moorii
Mastacembelus moorii é uma espécie de peixe da família Mastacembelidae.
Pode ser encontrada nos seguintes países: Burundi, República Democrática do Congo, Tanzânia e Zâmbia.
Os seus habitats naturais são: rios, lagos de água doce e deltas interiores.